# Uso (fiume)

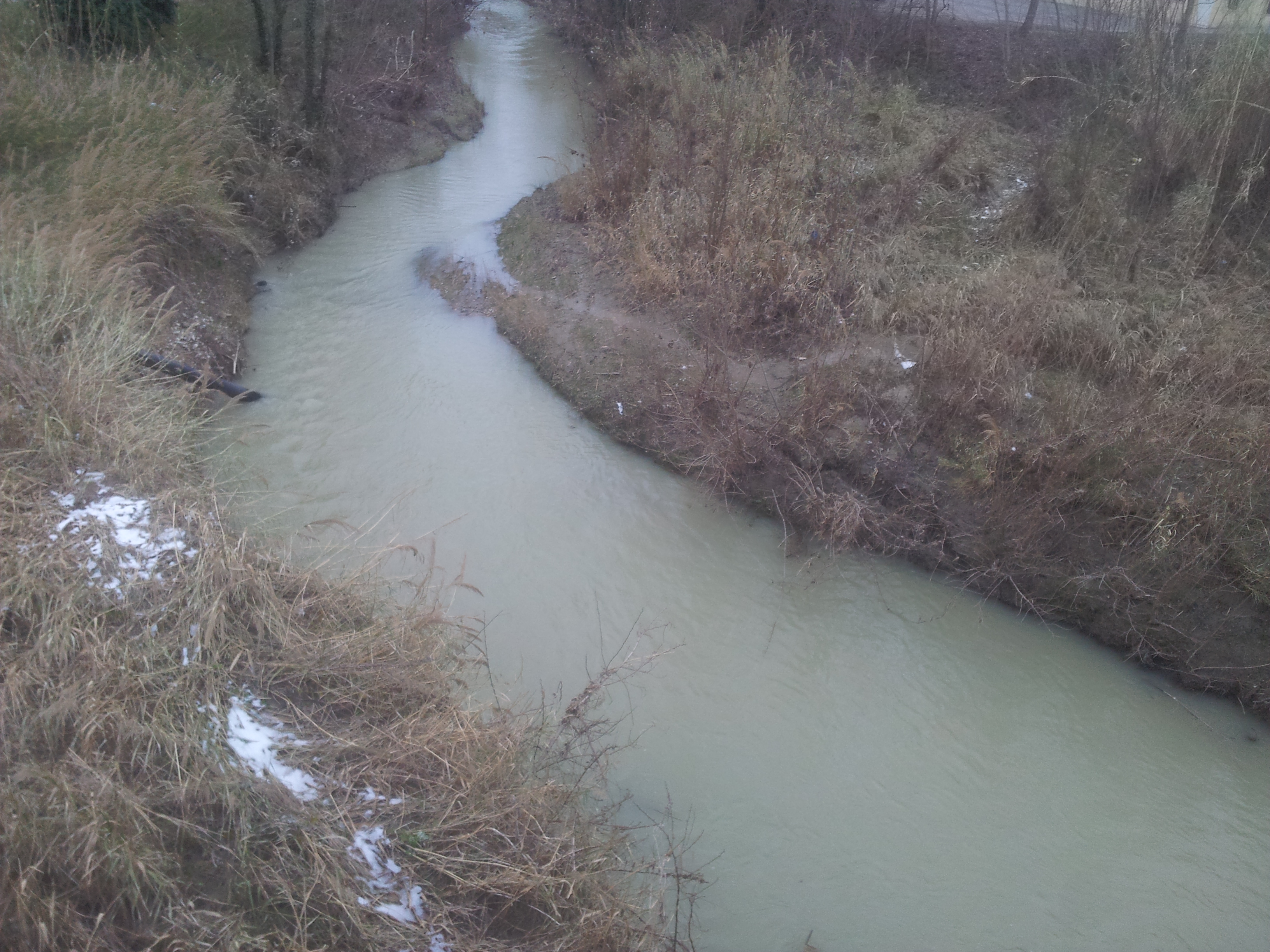
Il corso del fiume Uso a Santarcangelo di Romagna

L'Uso è un fiume a carattere torrentizio lungo 49 km, che scorre nelle province di Forlì-Cesena e Rimini.

## Percorso
L'Uso nasce alle pendici del monte della Perticara. Scorre inizialmente nella provincia di Forlì-Cesena e, una volta giunto in pianura, entra nella provincia di Rimini e sfocia nel Mare Adriatico presso Bellaria-Igea Marina.

## Bacino idrografico
Il suo bacino è individuabile fra quelli dei fiumi Savio, Rubicone e Marecchia. Il corso si snoda prevalentemente in territorio montuoso-collinare (circa il 70%) e il suo letto attraversa terreni argillosi e sabbiosi arenari. Il rimanente 30% attraversa l'area pedecollinare e pianeggiante fino al Mare Adriatico dove sfocia. La portata del fiume è irregolare ed è soggetta all'andamento delle piogge stagionali. Non è un caso quindi se in certi periodi dell'anno il fiume è in secca. 
Il fiume nasce da due rami appenninici: il Fosso di Camara, che nasce a Perticara (883 m s.l.m.), e l'Uso di Tornano, che nasce a Savignano di Rigo (581 m s.l.m.), che si uniscono presso l'abitato di Pietra dell'Uso, dal quale prende il nome.
I comuni compresi nel bacino idrografico sono: Borghi, Mercato Saraceno, San Mauro Pascoli, Savignano sul Rubicone, Sogliano al Rubicone per la provincia di Forlì-Cesena, Bellaria, Poggio Torriana, Rimini, Santarcangelo di Romagna, Novafeltria per la provincia di Rimini.

## Curiosità
- L'affluente principale è il Rio Salto, un torrente che assume la funzione di scolo per le acque meteoriche dei comuni di Savignano sul Rubicone e di San Mauro Pascoli.
- Alcuni storici identificano il fiume Uso con l'antico Rubicone che vide le gesta di Gaio Giulio Cesare, ma anche altri fiumi rivendicano questo ambito titolo, compreso l'attuale Rubicone e il torrente Pisciatello.
- Il fiume Uso raccoglie le acque del CER (Canale Emiliano Romagnolo), importante rete idrica che percorre la pianura padana a scopi diversi.[1]
- Il tratto del fiume che scorre nella provincia di Rimini è dominato dal castello di Montebello suggestiva rocca residenza della famosa bimba di nome "Azzurrina".